# ادوارد میرزاییان
ادوارد مکرتچی میرزاییان (ارمنی: Էդվարդ Միրզայան؛  ۱۹۵۵ - ۱۰ ژانویهٔ ۱۹۹۲) مترجم و شاعر اهل ارمنستان ایرانی‌تبار بود.

## زندگی‌نامه
وی در ۱۹۵۵ میلادی (۱۳۳۴ خورشیدی) در تهران به دنیا آمد. در مدرسه ساهاکیان، تهران درس خواند. در ۱۹۸۴ (۱۳۶۲) به ارمنستان رفت و در دانشگاه دولتی ایروان به تحصیل در رشتهٔ خاورشناسی پرداخت. میرزاییان اشعار حافظ را به ارمنی و «سروده‌های سایات‌نووا» (۱۷۱۲م) را از ارمنی به فارسی برگردانده است.  وی در ۱۰ ژانویه ۱۹۹۲ (۱۳۷۱) در سن ۳۳ سالگی در ایروان درگذشت.
از آثارش: شعف که دفتر شعر او به فارسی است (تهران، ۱۳۵۷خ)